# بيكش رانجان باتاشاريا
بيكش رانجان باتاشاريا هو سياسي هندي، ولد في 27 نوفمبر 1951 في كلكتا في الهند. نشط حزبياً في الحزب الشيوعي الهندي. وقد انتخب عضو راجيا سابها ‏.